# Mattes Schönherr
Mattes Schönherr (* 1. Mai 2000 in Hohen Neuendorf) ist ein deutscher Ruderer, der 2024 Europameisterschaftszweiter wurde.

## Karriere
Der aus Hohen Neuendorf stammende Mattes Schönherr begann an der Sportschule in Potsdam mit dem Rudersport, er rudert für den Ruder-Club Potsdam und studiert im Jahr 2022 an der Berliner Hochschule für Technik. 2022 wurde der 1,96 m große Schönherr zusammen mit Olaf Roggensack Deutscher Meister im Zweier ohne Steuermann.
Mattes Schönherr gewann bei den Junioren-Weltmeisterschaften 2017 die Goldmedaille im Achter. Im Jahr darauf war er Schlagmann des Achters, der die Bronzemedaille gewann. 2019 belegte er mit dem deutschen Achter den fünften Platz bei den U23-Weltmeisterschaften. 2021 erruderte der Achter die Bronzemedaille. 2022 wurde Mattes Schönherr neuer Schlagmann des Deutschland-Achters und belegte den siebten Platz bei den Weltmeisterschaften in Račice u Štětí. 2023 erreichte Schönherr mit dem Deutschland-Achter den vierten Platz bei den Europameisterschaften und den fünften Platz bei den Weltmeisterschaften. 2024 folgte der Gewinn der Silbermedaille bei den Europameisterschaften in Szeged und der vierte Platz bei den Olympischen Spielen in Paris. In Paris war Schönherr im Hoffnungslauf durch Julius Christ ersetzt worden, im Endlauf war Schönherr wieder dabei.